# 12859 Marlamoore
12859 Marlamoore eller 1998 KK1 är en asteroid i huvudbältet som upptäcktes den 18 maj 1998 av LONEOS vid Anderson Mesa Station. Den är uppkallad efter Marla H. Moore.